# Liste der Monuments historiques in Malaucène
Die Liste der Monuments historiques in Malaucène führt die Monuments historiques in der französischen Gemeinde Malaucène auf.

## Liste der Bauwerke
| Bezeichnung                   | Beschreibung | Standort                     | Kennzeichnung | Schutzstatus | Datum | Bild           |
| ----------------------------- | ------------ | ---------------------------- | ------------- | ------------ | ----- | -------------- |
| Kapelle Notre-Dame-du-Groseau |              | Route du Mont Ventoux (Lage) | PA00082069    | Classé       | 1862  | weitere Bilder |
| Pfarrkirche St-Michel         |              | (Lage)                       | PA00082070    | Classé       | 1982  | weitere Bilder |

## Liste der Objekte
| Bezeichnung                                         | Beschreibung | Standort                     | Kennzeichnung | Schutzstatus | Datum     | Bild |
| --------------------------------------------------- | --- | ---------------------------- | ------------- | ------------ | --------- | ---- |
| Grabstele                                           | Gallorömischer Cippus mit griechischer Inschrift | Kapelle Groseau              | PM84000455    | Classé       | 1909      |      |
| Vier Gemälde der Evangelisten mit Rahmen            | | Kirche Chor                  | PM84000452    | Classé       | 1908      |      |
| Gemälde des hl. Michael                             | | Kirche Chor                  | PM84000453    | Classé       | 1908      |      |
| Gemälde des hl. Rochus und hl. Sebastian mit Rahmen | | Kirche                       | PM84000454    | Classé       | 1908      |      |
| Emporenorgel                                        | Orgel von Jean Jacques Posalgues aus dem Jahr 1637. 1712 von Charles Boisselin umgebaut und 1783 von Joseph Isnard restauriert. 1965 von Alain Sals und 1985 restauriert. | Kirche                       | PM84001157    | Classé       | 1908 1970 |      |
| Instrumentaler Teil der Emporenorgel                | Spieltisch en fenêtre mit einem einzigen Manualwerk (11 Register) und einem französischen Pedalwerk                                                                       | Kirche                       | PM84000457    | Classé       | 1970      |      |
| Prospekt der Emporenorgel                           | | Kirche                       | PM84000451    | Classé       | 1908      |      |
| Madonnenstatue                                      | 14. Jh. | Stadttor Nische über dem Tor | PM84000456    | Classé       | 1959      |      |